# Рісто Яло
Рісто Уолеві Яло (фін. Risto Uolevi Jalo; народився 18 липня 1962 у м. Гумпілла, Фінляндія) — фінський хокеїст, центральний нападник. Член Зали слави фінського хокею (2004). 
Вихованець хокейної школи «Коо-Вее» (Тампере). Виступав за «Коо-Вее» (Тампере), «Ільвес» (Тампере), «Едмонтон Ойлерс», «Віта Гястен», ХК «Фасса», ГПК (Гямеенлінна).
У складі національної збірної Фінляндії провів 106 матчів; учасник зимових Олімпійських ігор 1984, учасник чемпіонатів світу 1983, 1985, 1987 і 1990. У складі молодіжної збірної Фінляндії учасник чемпіонатів світу 1981 і 1982. У складі юніорської збірної Фінляндії учасник чемпіонату Європи 1980.
Чемпіон Фінляндії (1985), срібний призер (1990), бронзовий призер (1997).